# Carli Lloyd
Carli Anne Hollins, més coneguda pel nom de naixement de Carli Lloyd, (Delran Township, Nova Jersey, EUA, 16 de juliol de 1982) és una futbolista estatunidenca, que juga com a centrecampista a la selecció dels Estats Units i des de 2018 al Sky Blue FC de la Lliga Nacional de Futbol Femení dels EUA.
Fou medalla d'or olímpica en dues ocasions (2008 i 2012), dues vegades campiona de la Copa del Món de la FIFA femenina (2015 i 2019), dues vegades Jugadora Mundial de l'Any de la FIFA (2015 i 2016), i en tres ocasions olímpica (2008, 2012 i 2016). Lloyd va marcar els gols guanyadors de la medalla d'or a les finals dels Jocs Olímpics d'Estiu de 2008 i als Jocs Olímpics d'Estiu de 2012. A la Copa del Món de la FIFA femenina de 2015 capitanejà els Estats Units a la victòria, a més de ser convocada a les Copes del Món de la FIFA femenina de 2007, 2011 i 2019. Lloyd ha participà en més de 280 convocatòries de la selecció estatunidenca, situant-se així com la tercera amb més aparicions, la quarta amb més gols i la setena amb més assistències a l'equip.
Durant la victòria dels Estats Units per 5 a 2 sobre el Japó, a la final de la Copa del Món de la FIFA femenina de 2015, es convertí en la primera jugadora que marcà tres gols a la final de la Copa del Món de la FIFA femenina i el segon futbolista a la història que aconsegueix un hat-trick en qualsevol final sènior de la Copa de la Món de la FIFA, després de Geoff Hurst. Lloyd marcà tres gols en els primers 16 minuts de la final, els dos primers es produïren en els primers cinc minuts del partit amb una diferència de tres minuts entre ells. Rebé el Trofeu Pilota d'Or com a millor jugadora del torneig i obtingué la Bota d'Argent pels seus sis gols i una assistència durant el torneig.
Anteriorment, jugà al Chicago Red Stars, al Sky Blue FC i a l'Atlanta Beat de la Women's Professional Soccer (WPS). El 2013 fitxà pel Western New York Flash per a la temporada inaugural de l'NWSL i ajudà el seu equip a guanyar el campionat de la temporada regular. Després de dues temporades amb el Flash, el 2015 fitxà pel Houston Dash i després per l'Sky Blue la temporada 2018. El seu llibre de memòries, When Nobody Was Watching, fou publicat al setembre del 2016.
L'agost de 2019 es viralitzà un vídeo seu on apareixia convertint un xut a pals de futbol americà des de 55 iardes al camp del Philadelphia Eagles. Segons la cadena Fox Sports, aquest notable fet despertà l'interès d'un equip de l'NFL per a fitxar-la. Si l'interès s'acabés materialitzant, s'acabaria convertint en la primera dona que juga la màxima lliga de futbol americà masculina dels Estats Units.

## Trajectòria
| Temporades            | Club                                                              | Títols | Selecció (fases finals)                            |
| --------------------- | ----------------------------------------------------------------- | ------ | -------------------------------------------------- |
| 1999                  | Central Jersey Splash                                             |        |                                                    |
| 2000                  | New Brunswick Power                                               |        |                                                    |
| 2001 - 2004 2001 2004 | Rutgers Scarlet Knights South Jersey Banshees New Jersey Wildcats |        |                                                    |
|                       |                                                                   |        | Mundial 2007 (3r lloc) Jocs Olímpics 2008 (campió) |
| 2009                  | Chicago Red Stars                                                 |        |                                                    |
| 2010                  | Sky Blue FC                                                       |        | Copa d'Or 2010 (3r lloc)                           |
| 2011                  | Atlanta Beat                                                      |        | Mundial 2011 (subcampió)                           |
|                       |                                                                   |        | Jocs Olímpics (campió)                             |
| 2013 - 2014           | Western New York Flash                                            |        | Copa d'Or 2014 (campió)                            |
| 2015 - act.           | Houston Dash                                                      |        | Mundial 2015 (campió)                              |